# Bob Filner

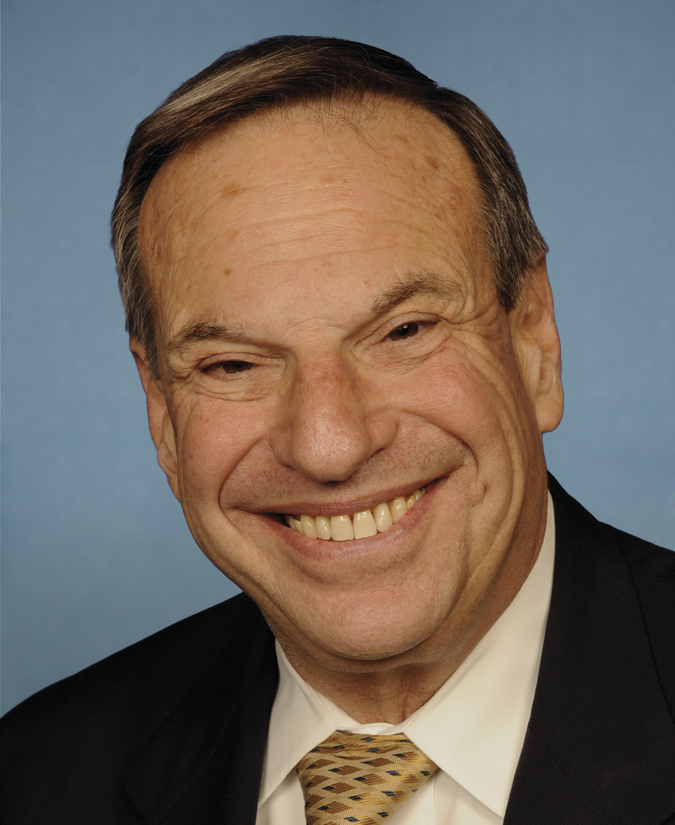
Bob Filner (2011)

Robert „Bob“ Filner (* 4. September 1942 in Pittsburgh, Pennsylvania; † 20. April 2025) war ein US-amerikanischer Politiker der Demokratischen Partei und von Dezember 2012 bis August 2013 Bürgermeister der Stadt San Diego. Von 1993 bis 2012 war er Abgeordneter im US-Repräsentantenhaus für den Bundesstaat Kalifornien.

## Biografie
Nach dem Schulbesuch studierte Filner zunächst Chemie an der Cornell University und erwarb dort 1963 einen Bachelor of Arts (B.A. Chemistry). Ein anschließendes Postgraduiertenstudium der Geschichte an der University of Delaware beendete er 1969 mit einem Master of Arts (M.A. History). Anschließend war er von 1970 bis 1992 Mitarbeiter der Geschichtswissenschaftlichen Fakultät der San Diego State University (SDSU). Daneben studierte er jedoch noch weiter an der Cornell University und erwarb dort 1973 einen Philosophiae Doctor (Ph.D. History of Science).

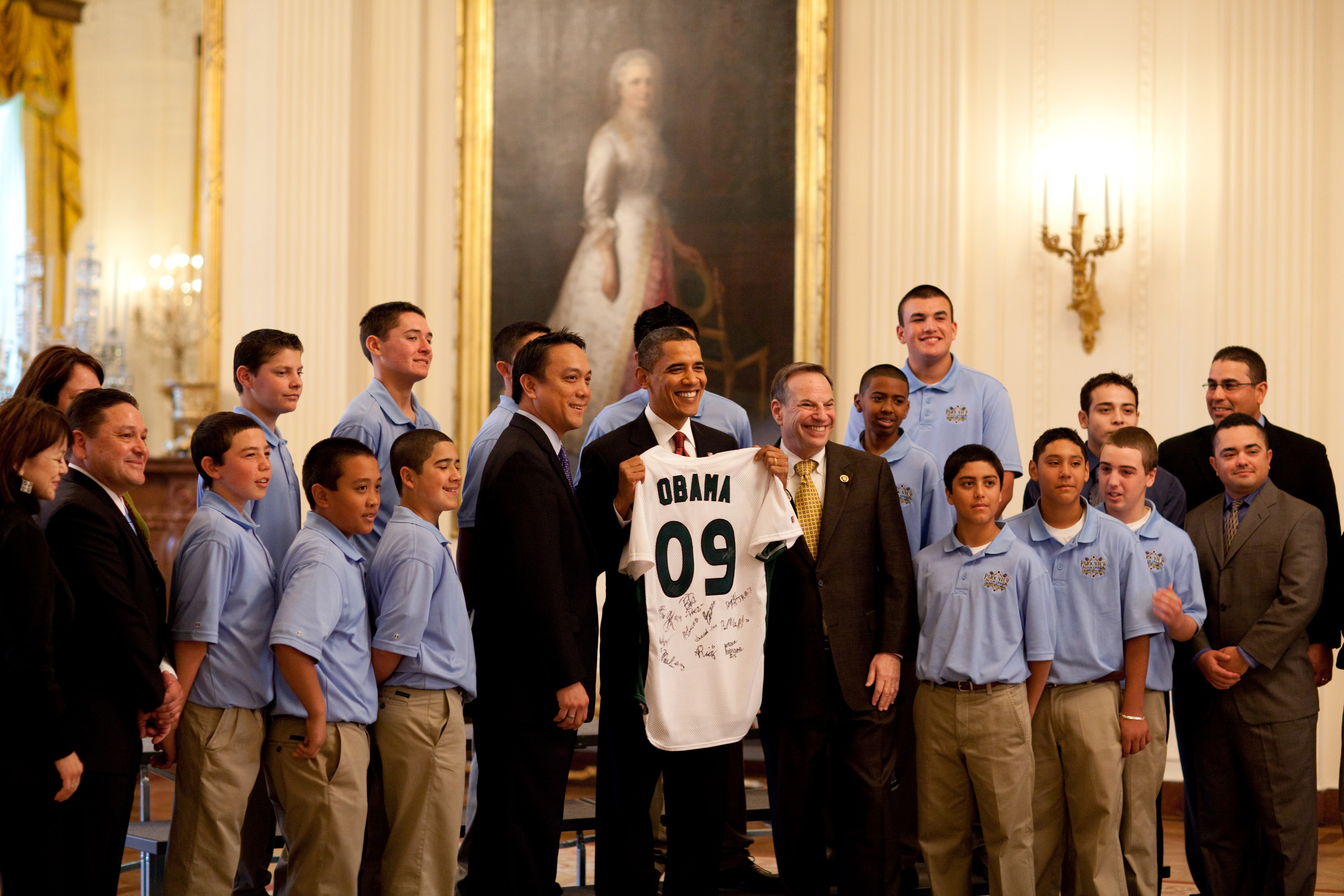
Bob Filner (rechts neben US-Präsident Barack Obama) mit einer Schulsportmannschaft aus Chula Vista im Weißen Haus am 5. Februar 2010

Neben seiner Tätigkeit an der SDSU war er außerdem 1975 Mitarbeiter im Stab des demokratischen US-Senators für Minnesota Hubert H. Humphrey sowie 1976 von Donald M. Fraser, einem demokratischen Kongressabgeordneten aus Minnesota. Darüber hinaus war er von 1979 bis 1983 Mitglied der Schulbehörde von San Diego sowie 1982 deren Präsident. 1984 war Filner Mitarbeiter im Stab des kalifornischen demokratischen Kongressabgeordneten Jim Bates.
1987 begann er seine eigene politische Laufbahn mit der Wahl zum Mitglied des Stadtrates von San Diego, dem er nicht nur bis 1992 angehörte, sondern wo er 1990 auch Vizebürgermeister war.
1992 wurde er als Kandidat der Demokraten erstmals in das US-Repräsentantenhaus gewählt und vertrat dort nach acht Wiederwahlen seit dem 3. Januar 1993 den 50. bzw. seit dem 3. Januar 2003 den 51. Kongresswahlbezirk. Seit 2007 war Bob Filner Vorsitzender des Ausschusses für Veteranenangelegenheiten (House Committee on Veterans’ Affairs). Nach seiner Wahl zum Bürgermeister von San Diego, bei der er sich mit 52,5 Prozent der Stimmen gegen den Republikaner Carl DeMaio durchsetzte, legte er sein Abgeordnetenmandat am 3. Dezember 2012 nieder.